# Palaemon idea
Palaemon idea is een garnalensoort uit de familie van de Palaemonidae.